# 白馬幻影
白馬幻影，是台灣民間傳說中守護著寶藏的白馬幽靈，據說只要看到牠就有機會找到被藏起來的寶藏。

## 傳說
傳說中白馬幻影是由多年沒使用的金銀所孕育出來的幽靈，守護著寶藏。如果夜晚聽到馬蹄聲響，就是白馬在跑的聲音，表示寶藏可能就埋在地底，據說只有品德高超的人才有機會看到他並得知寶藏地點。
除了白馬之外，也有白兔幻影的傳說，主要流傳在澎湖，但也有在本島與白馬一起出現的傳說。白兔所保護的寶藏比白馬少，白馬大約一萬兩（約375公斤）、白兔大約一千兩（約37.5公斤）。

## 地點
台灣各地都有白馬幻影相關的傳說，但傳說中尋寶的人大多不是沒有找到就是找到後厄運纏身：
基隆
在和平島的聖薩爾瓦多城廢墟裡曾出現過白馬幻影，移墾者以為有寶藏而去挖掘，卻甚麼都沒有發現。。
台中
一個在葫蘆墩的點心店老闆早上擦臉時在外面看到白馬幻影，連忙把毛巾丟在他背上後追上去，卻只在牠消失的地方挖到兩塊白銀，且回到家後便開始生病直到花光那兩塊白銀的錢後才康復。
屏東
在東港鎮鎮海里的鎮海宮附近有「白馬穴」的傳說。
台北市
傳說在松山有商人跟著白馬幻影在一棵松樹下找到許多金銀財寶。
澎湖
在望安鄉的四角山上出現過白兔，有三位少女遇到白兔時追上去，雖然發現寶藏，但下山的路卻坍塌了，導致她們無法下山而餓死。